# Timón (diácono)

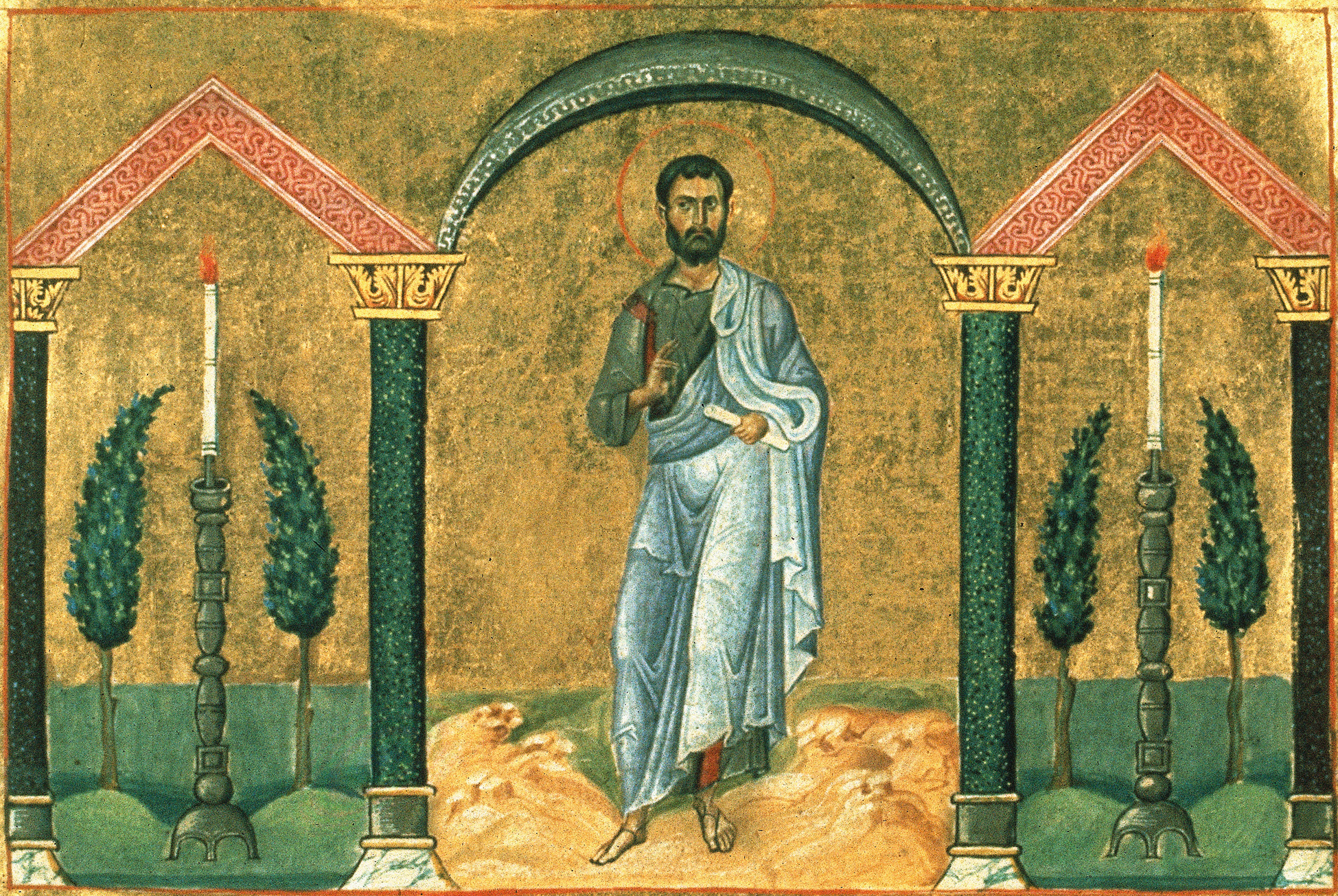
Timón representado en una ilustración del menologio de Basilio II.

Timón fue uno de los siete primeros diáconos elegidos y ordenados por los Apóstoles, para atender las necesidades sociales de la comunidad en que estos se quejaban por la desatención de las viudas: "Buscad, pues, hermanos, de entre vosotros a siete varones de buen testimonio, llenos del Espíritu Santo y de sabiduría, a quienes encarguemos de este trabajo. Y nosotros persistiremos en la oración y en el ministerio de la palabra. Agradó la propuesta a toda la multitud; y eligieron a Esteban, varón lleno de fe y del Espíritu Santo, a Felipe, a Prócoro, a Nicanor, a Timón, a Parmenas, y a Nicolás prosélito de Antioquía; a los cuales presentaron ante los apóstoles, quienes, orando, les impusieron las manos." Hechos de los Apóstoles RVR1960 6:3-6.
Según la tradición, el diácono Timón se distinguió por su labor en el mundo judío y helenístico y ha sido muy venerado, especialmente, en Berea y Corinto por su fidelidad a Cristo hasta la muerte. Considérese que «Timón» significa «valioso» o «digno», y él era un judío grecoparlante. 
La fiesta de San Timón se celebra el 28 de julio.